# Ərəbqardaşbəyli (Salyan)
Ərəbqardaşbəyli è un comune dell'Azerbaigian situato nel distretto di Salyan. Conta una popolazione di 935 abitanti.